# Arauco
Arauco ist eine Stadt im Süden des südamerikanischen Anden-Staates Chile.

## Geographie und Klima
Arauco liegt rund 39 km nördlich von Curanilahue und rund 50 km südlich von Concepción in der Región del Bío-Bío.
Die Stadt liegt am Golf von Arauco direkt am Pazifischen Ozean und hat rund 34.800 Einwohner (2004).
Die mittlere Jahrestemperatur liegt bei 12 °C.

## Geschichte
Die Gegend um Arauco war um 1550 ein schwer umkämpftes Gebiet zwischen den Mapuche und den Spaniern. Pedro de Valdivia baute hier die erste Festung der Spanier im Jahre 1552. Francisco de Villagra versuchte 1554 von Concepción in die südlichen Gebiete vorzudringen. Am 23. Februar 1554 kam es zur Schlacht von Marigüeñu mit dem Anführer (Toqui) der Mapuche Lautaro. Villagra geriet in einen Hinterhalt und musste sich durch Flucht der Umklammerung entziehen. Die Mapuche begannen danach mit massiven Angriffen auf die Festungen der Spanier. Viele Städte wurden komplett zerstört, darunter auch die Festung Arauco.
García Hurtado de Mendoza unternahm 1557 einen neuen Feldzug nach Süden. Die Mapuche konnten den Spaniern in der Schlacht von Millapoa schwere Verluste zufügen. Trotzdem gelang es den Spaniern die Festungen Arauco und Tucapel neu aufzubauen, sowie Cañete neu zu gründen. Die Angriffe der Mapuche dauerten an, 1597 griff der Kriegshäuptling (Toqui) der Mapuche Pelantaro erneut Arauco an. 1723 überrannten die Mapuche die Festung endgültig.
Am 2. Juli 1852 wurde die Provinz Arauco errichtet. Erst am 7. Dezember 1852 erhielt Arauco Stadtrechte.
Am 21. Mai 1960 wurde Arauco von einem sehr schweren Erdbeben getroffen.
Vom Erdbeben im Februar 2010 war die Stadt besonders stark betroffen.

## Wirtschaft
Hauptindustriezweig der Stadt ist die Zelluloseproduktion sowie Fischerei und Forstwirtschaft. Siehe dazu Forstwirtschaft in Chile.

## Tourismus
Neben den langen Pazifikstränden kann man im Museum Museo historico de Arauco die Geschichte der Mapuche nachverfolgen.

## Söhne und Töchter der Stadt
- Fernando Santiván (1886–1973), Schriftsteller und Journalist
- Rubén Azócar (1901–1965), Dichter und Romanautor
- Rodrigo Millar (* 1981), Fußballspieler